# حصن بضة (دوعن)
'

تعديل مصدري - تعديل

حصن بضة هي إحدى قرى عزلة صيف بمديرية دوعن التابعة لمحافظة حضرموت، بلغ تعداد سكانها 353 نسمة حسب تعداد اليمن لعام 2004.